# Шиба, Хаим
Хаим Шиба (ивр. חיים שיבא‎, урожд. Шибер, 1908, село Бокша, Буковина,— 10 июля 1971, Тель-Авив) — израильский врач, один из основателей израильской системы здравоохранения. Основатель крупной больницы Шиба, носящей его имя. Лауреат Премии Израиля по медицине (1968).

## Биография

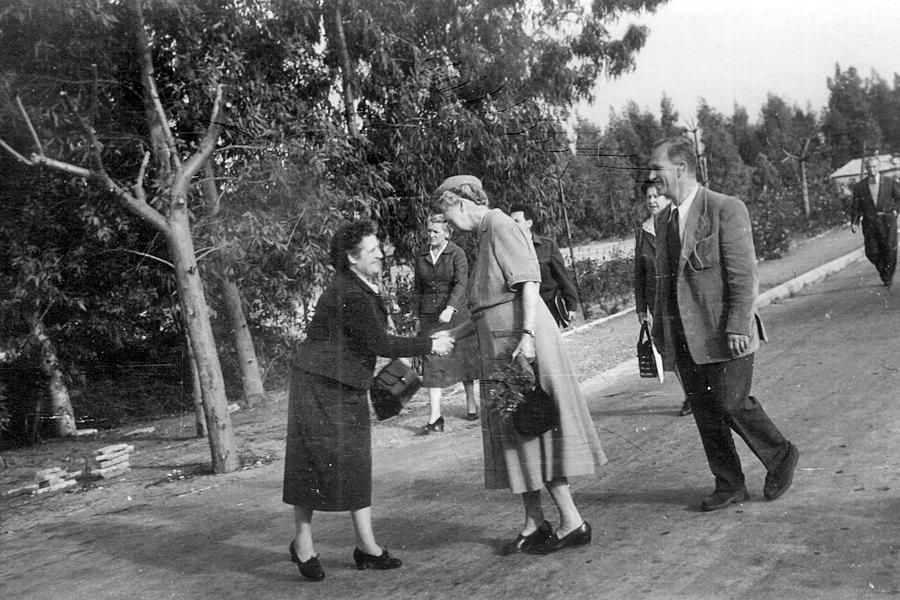
Хаим Шиба (справа) сопровождает Элеонору Рузвельт во время её визита в больницу

Родился в селе Бокша (Буковина), или в соседнем Фрасине, что около Гура-Гуморулуй (Буковина, в то время Австро-Венгрия, сегодня Румыния), в семье ружинских хасидов. Первоначально носил фамилию Шейбер (Scheiber). Отец Хаима владел лесопилкой, благодаря чему семья была одной из богатейших в деревне. Учился в хедере, затем в светской школе. Медицину изучал в Черновцах и Вене.
В 1933 эмигрировал в Подмандатную Палестину. Возглавлял медицинские части ЦАХАЛ, был генеральным директором Министерства здравоохранения. Скончался от сердечного приступа.